# Liste der Denkmäler des Deutsch-Französischen Krieges im Alb-Donau-Kreis
Diese Liste gibt einen Überblick über Gedenkstätten im Alb-Donau-Kreis, die sich schwerpunktmäßig der Geschichte des Deutsch-Französischen Krieges von 1870/71 widmen.

## Liste
| Bild | Ort                         | Ortsteil            | Lage                                                         | Beschreibung |
| --- | --------------------------- | ------------------- | ------------------------------------------------------------ | --- |
| Bild gesucht Die Wikipedia wünscht sich an dieser Stelle ein Bild vom Ort mit diesen Koordinaten 48.279535 9.729097 . Motiv: Friedenslinde Ballendorf Falls du dabei helfen möchtest, erklärt die Anleitung , wie das geht. BW                       | Ballendorf                  | Ballendorf          | Am Lindenberg 48° 33′ 19″ N, 10° 4′ 47″ O                    | Die Friedenslinde steht als Naturdenkmal unter Schutz, siehe Liste der Naturdenkmale in Ballendorf.                                                                                       |
| Bild gesucht Die Wikipedia wünscht sich an dieser Stelle ein Bild vom Ort mit diesen Koordinaten 48.279535 9.729097 . Motiv: Friedenslinde Ehingen Falls du dabei helfen möchtest, erklärt die Anleitung , wie das geht. BW                          | Ehingen                     | Ehingen             | Neben dem Wolfert-Turm 48° 16′ 46″ N, 9° 43′ 45″ O           | Die Friedenslinde steht als Naturdenkmal unter Schutz, siehe Liste der Naturdenkmale in Ehingen (Donau). Sie wurde 1880 gepflanzt, als das benachbarte Kriegerdenkmal eingerichtet wurde. |
| Bild gesucht Die Wikipedia wünscht sich an dieser Stelle ein Bild vom Ort mit diesen Koordinaten 48.267223 9.635521 . Motiv: Friedenslinde Kirchen (Ehingen) Falls du dabei helfen möchtest, erklärt die Anleitung , wie das geht. BW                | Ehingen                     | Kirchen (Ehingen)   | Auf dem Galgenberg 48° 16′ 2″ N, 9° 38′ 8″ O                 | Die Friedenslinde steht auf dem Galgenberg südlich von Kirchen (Ehingen). Sie wurde von zwei Teilnehmers des Krieges gepflanzt.                                                           |
| Bild gesucht Die Wikipedia wünscht sich an dieser Stelle ein Bild vom hier behandelten Ort. Falls du dabei helfen möchtest, erklärt die Anleitung , wie das geht. BW                                                                                 | Ehingen                     | Schaiblishausen     |                                                              | Die Friedenslinde von 1871 in Schaiblishausen steht als Naturdenkmal unter Schutz. |
| Bild gesucht Die Wikipedia wünscht sich an dieser Stelle ein Bild vom Ort mit diesen Koordinaten 48.282933 9.581873 . Motiv: Friedenslinde Mundingen (Ehingen) Falls du dabei helfen möchtest, erklärt die Anleitung , wie das geht. BW              | Ehingen                     | Mundingen (Ehingen) | Festplatz südlich des Ortes 48° 16′ 59″ N, 9° 34′ 55″ O      | Die Friedenslinde steht am Sportplatz außerhalb des Ortes. |
| Bild gesucht Die Wikipedia wünscht sich an dieser Stelle ein Bild vom Ort mit diesen Koordinaten 48.279442 9.728814 . Motiv: Kriegerdenkmal Ehingen Falls du dabei helfen möchtest, erklärt die Anleitung , wie das geht. BW                         | Ehingen                     | Ehingen             | Neben dem Wolfert-Turm 48° 16′ 46″ N, 9° 43′ 44″ O           | Das Denkmal ist eine quadratische sich verjüngende Säule, gekrönt mit einem Adler. Es wurde im Mai 1880 eingeweiht.                                                                       |
| Bild gesucht Die Wikipedia wünscht sich an dieser Stelle ein Bild vom Ort mit diesen Koordinaten 48.372343 9.734078 . Motiv: Kriegerdenkmal Griesingen Falls du dabei helfen möchtest, erklärt die Anleitung , wie das geht. BW                      | Griesingen                  | Griesingen          | Bei der Kirche 48° 16′ 4″ N, 9° 47′ 1″ O                     | Das Denkmal für die Toten des Ersten Weltkriegs nennt die Namen des Gefallenen des Deutsch-Französischen Krieges.                                                                         |
| Bild gesucht Die Wikipedia wünscht sich an dieser Stelle ein Bild vom Ort mit diesen Koordinaten 48.25636 9.557087 . Motiv: Friedenslinde Lauterach Falls du dabei helfen möchtest, erklärt die Anleitung , wie das geht. BW                         | Lauterach (Alb-Donau-Kreis) | Reichenstein        | Südlich von Reichenstein 48° 15′ 23″ N, 9° 33′ 26″ O         | Die Friedenslinde steht als Naturdenkmal unter Schutz, siehe Liste der Naturdenkmale in Lauterach (Alb-Donau-Kreis).                                                                      |
| Bild gesucht Die Wikipedia wünscht sich an dieser Stelle ein Bild vom Ort mit diesen Koordinaten 48.56693 9.931478 . Motiv: Friedensfichte Lonsee Falls du dabei helfen möchtest, erklärt die Anleitung , wie das geht. BW                           | Lonsee                      | Ettlenschieß        | Nördlich von Ettlenschieß 48° 34′ 1″ N, 9° 55′ 53″ O         | Die Friedensfichte steht als Naturdenkmal unter Schutz, siehe Liste der Naturdenkmale in Lonsee.                                                                                          |
| Bild gesucht Die Wikipedia wünscht sich an dieser Stelle ein Bild vom Ort mit diesen Koordinaten 48.25636 9.557087 . Motiv: Friedenslinde Nellingen Falls du dabei helfen möchtest, erklärt die Anleitung , wie das geht. BW                         | Nellingen                   | Oppingen            | Hauptstraße 48° 32′ 28″ N, 9° 49′ 42″ O                      | Die Friedenslinde steht als Naturdenkmal unter Schutz, siehe Liste der Naturdenkmale in Nellingen.                                                                                        |
| Bild gesucht Die Wikipedia wünscht sich an dieser Stelle ein Bild vom Ort mit diesen Koordinaten 48.205647 9.562603 . Motiv: Friedenslinde Reutlingendorf Falls du dabei helfen möchtest, erklärt die Anleitung , wie das geht. BW                   | Obermarchtal                | Reutlingendorf      | Ortsausgang Richtung Dietelhofen 48° 12′ 20″ N, 9° 33′ 45″ O | Die Friedenslinde Reutlingendorf steht als Naturdenkmal unter Schutz, siehe Liste der Naturdenkmale in Obermarchtal.                                                                      |
| Bild gesucht Die Wikipedia wünscht sich an dieser Stelle ein Bild vom Ort mit diesen Koordinaten 48.208372 9.564302 . Motiv: Friedenslinde Reutlingendorf, Bussenstraße Falls du dabei helfen möchtest, erklärt die Anleitung , wie das geht. BW     | Obermarchtal                | Reutlingendorf      | Bussenstraße 48° 12′ 30″ N, 9° 33′ 51″ O                     | Die Friedenslinde Reutlingendorf, Bussenstraße steht als Naturdenkmal unter Schutz, siehe Liste der Naturdenkmale in Obermarchtal.                                                        |
| Bild gesucht Die Wikipedia wünscht sich an dieser Stelle ein Bild vom Ort mit diesen Koordinaten 48.205912 9.563642 . Motiv: Friedenslinde Reutlingendorf bei der Sandgrube Falls du dabei helfen möchtest, erklärt die Anleitung , wie das geht. BW | Obermarchtal                | Reutlingendorf      | Bussenstraße 48° 12′ 21″ N, 9° 33′ 49″ O                     | Die Friedenslinde Reutlingendorf bei der Sandgrube steht als Naturdenkmal unter Schutz, siehe Liste der Naturdenkmale in Obermarchtal.                                                    |
| Bild gesucht Die Wikipedia wünscht sich an dieser Stelle ein Bild vom Ort mit diesen Koordinaten 48.2724 9.988227 . Motiv: Friedenslinde Schnürpflingen Falls du dabei helfen möchtest, erklärt die Anleitung , wie das geht. BW                     | Schnürpflingen              | Schnürpflingen      | vor dem Rathaus 48° 16′ 21″ N, 9° 59′ 18″ O                  | Die Friedenslinde Schnürpflingen steht als Naturdenkmal unter Schutz, siehe Liste der Naturdenkmale in Schnürpflingen.                                                                    |
| Bild gesucht Die Wikipedia wünscht sich an dieser Stelle ein Bild vom Ort mit diesen Koordinaten 48.372343 9.734078 . Motiv: Kriegerdenkmal Schelklingen Falls du dabei helfen möchtest, erklärt die Anleitung , wie das geht. BW                    | Schelklingen                | Schelklingen        | Friedhof 48° 22′ 20″ N, 9° 44′ 3″ O                          | Eine Tafel an der Friedhofsmauer nennt die Namen der Gefallenen. |